# Кшивда (Зволенський повіт)
Кшивда (пол. Krzywda) — село в Польщі, у гміні Пшиленк Зволенського повіту Мазовецького воєводства.
Населення — 128 осіб (2011).
У 1975-1998 роках село належало до Радомського воєводства.

## Демографія
Демографічна структура станом на 31 березня 2011 року:
|          | Загалом | Допрацездатний вік | Працездатний вік | Постпрацездатний вік |
| -------- | ------- | ------------------ | ---------------- | -------------------- |
| Чоловіки | 66      | 13                 | 49               | 4                    |
| Жінки    | 62      | 12                 | 39               | 11                   |
| Разом    | 128     | 25                 | 88               | 15                   |